# Câu lạc bộ bóng đá Cần Thơ
Câu lạc bộ bóng đá Cần Thơ là một câu lạc bộ bóng đá tại Việt Nam, hiện thi đấu tại Giải bóng đá Hạng Ba Quốc gia có trụ sở tại thành phố Cần Thơ.

## Lịch sử

### Câu lạc bộ Cần Thơ
Năm 1976, sau khi sáp nhập tỉnh Hậu Giang, đội bóng đá Thanh niên Hậu Giang được thành lập. Đội giải tán năm 1991 và được chuyển tiếp cho tỉnh Cần Thơ khi Hậu Giang được chia tách thành hai tỉnh Cần Thơ và Sóc Trăng.
Năm 1994, đội bóng đá Cần Thơ vô địch giải A1 toàn quốc và giành được vé lên chơi tại Giải bóng đá Vô địch Quốc gia 1996. Tuy nhiên, ở mùa giải năm đó, đội thi đấu không thành công và bị xuống hạng.
Năm 2003, đội bóng đá Thanh niên Cần Thơ được chuyển giao về thành phố Cần Thơ khi tỉnh Cần Thơ tách lập tỉnh Hậu Giang và thành phố Cần Thơ trực thuộc trung ương. Mùa giải 2004, đội bóng đá Cần Thơ của thành phố Cần Thơ tham dự giải bóng đá Hạng Nhất Quốc gia 2004 bằng suất của đội bóng đá Thanh niên Cần Thơ (tỉnh Cần Thơ trước đây).
Ngày 16 tháng 8 năm 2014, câu lạc bộ Xổ số kiến thiết Cần Thơ thắng Hùng Vương An Giang 3–0 ở trận play-off tại Bình Dương và giành quyền lên chơi tại V.League 1 kể từ mùa bóng 2015. Ngay trong mùa giải đầu tiên tại V.League 1, đội đã chi đến 60 tỷ đồng, chỉ để được trụ hạng.
Đầu mùa giải 2016, đội bóng tiếp tục đầu tư lớn và bài bản hơn khi ký hợp đồng với vua phá lưới V.League 2015 là Patiyo Tambwe cùng hàng loạt cầu thủ chất lượng khác. Cũng kể từ mùa giải này, nhãn hiệu thời trang Keepdri chính thức ký hợp đồng tài trợ áo đấu cho đội bóng có thời hạn là 1,5 năm với giá trị lên đến 450 triệu đồng.
Tuy nhiên, trong mùa giải 2017, đội chơi rất tệ khi kết thúc ở vị trí thứ 13 và phải đá trận play-off với đội xếp thứ 2 giải Hạng Nhất quốc gia, nhưng họ đã trụ hạng thành công. Ngay mùa giải sau đó, đội chỉ thắng được đúng 4 trận, thua tới 13 trận và phải xuống chơi tại giải Hạng Nhất quốc gia 2019.
Năm 2021, Công ty Xổ số kiến thiết Cần Thơ tiến hành chuyển đổi chủ sở hữu CLB Cần Thơ qua Công ty TNHH A Type Machine sau khi nhận được công văn đăng ký tài trợ cho câu lạc bộ kể từ mùa giải 2021. Trong thời gian hoàn tất các thủ tục chuyển giao theo quy định, Liên Đoàn Bóng Đá Việt Nam tạm cấp phép cho đội bóng được sử dụng tên gọi là “Đội bóng đá Cần Thơ Capital” cho mùa giải 2021, Logo thương hiệu và Tên của Câu lạc bộ vẫn sử dụng lại của mùa bóng 2020.
Kể từ ngày 1 tháng 11 năm 2021, Công ty A Type Machine chính thức xin nghỉ không tiếp tục tham gia tái thiết CLB Cần Thơ chỉ sau 1 mùa giải. Sau đó, Công ty CP đầu tư Sao Nam, đối tác của Công ty ATM, có xin tiếp nhận đội bóng. Tuy nhiên đến ngày 27 tháng 12 năm 2021, Công ty CP đầu tư Sao Nam chính thức xin trả lại đội bóng về lại cho Thành phố. 
Những ngày cuối tháng 2 năm 2022, Công ty TNHH Tập Đoàn Tây Đô chính thức tiếp nhận quyền điều hành và quản lý đội bóng từ mùa giải 2022.
Gần hết mùa giải 2022, các cầu thủ Cần Thơ đã tính đến việc đình công, bỏ giải giữa chừng vì bị nợ lương thưởng quá lâu. Tuy nhiên, UBND TP Cần Thơ đã đứng ra nhận đội và hỗ trợ họ thi đấu hết mùa. Đội kết thúc mùa giải ở vị trí thứ 8/12.
Trong thời gian qua, UBND TP Cần Thơ đã cố gắng tìm kiếm các mạnh thường quân đầu tư cho đội bóng, nhưng không thành công. Cũng có tin đồn CLB Cần Thơ sẽ được chuyển giao cho Lâm Đồng để tiếp tục thi đấu ở giải Hạng Nhất, nhưng hướng đi này cũng không thành hiện thực vì thời gian quá gấp gáp.
Sáng 18 tháng 2 năm 2023, đại diện Công ty cổ phần bóng đá chuyên nghiệp Việt Nam (VPF) xác nhận CLB Cần Thơ sẽ không góp mặt tại giải Hạng Nhất 2023. Trước đó, VPF đã hai lần gia hạn đăng ký cho Cần Thơ nhằm giúp CLB tìm giải pháp tiếp tục thi đấu.

### Trẻ Cần Thơ
Năm 2022, CLB Cần Thơ thành lập đội trẻ tham dự giải đấu với nồng cốt là lứa 2003 trở về sau và mục tiêu là cọ sát với các đối thủ và tích lũy kinh nghiệm nhằm phục vụ cho đội 1 Cần Thơ trong tương lai.

## Trang phục thi đấu
| Giai đoạn | Hãng áo đấu | Nhà tài trợ in lên áo 1  | Nhà tài trợ in lên áo 2  |
| --------- | ----------- | ------------------------ | ------------------------ |
| 1993-2008 | không có    | không có                 | không có                 |
| 2009-2015 | không có    | Xổ số kiến thiết Cần Thơ | không có                 |
| 2016-2017 | KeepDri     | Xổ số kiến thiết Cần Thơ | Global                   |
| 2018-2019 | KeepDri     | Xổ số kiến thiết Cần Thơ | không có                 |
| 2020      | KeepDri     | Xổ số kiến thiết Cần Thơ | không có                 |
| 2021      | Masu        | không có                 |                          |
| 2022-     | Grand Sport | Bamboo Airways           | Xổ số kiến thiết Cần Thơ |

## Cầu thủ

### Trẻ Cần Thơ
Ghi chú: Quốc kỳ chỉ đội tuyển quốc gia được xác định rõ trong điều lệ tư cách FIFA. Các cầu thủ có thể giữ hơn một quốc tịch ngoài FIFA.
| Số | VT | Quốc gia | Cầu thủ                  |
| -- | -- | -------- | ------------------------ |
| 1  | TM | Việt Nam | Võ Anh Quốc              |
| 2  | HV | Việt Nam | Huỳnh Phương Nam         |
| 3  | HV | Việt Nam | Trần Văn Triệu           |
| 4  | HV | Việt Nam | Phùng Quốc Huy           |
| 5  | HV | Việt Nam | Đinh Công Lý             |
| 7  | TV | Việt Nam | Phạm Thành Danh          |
| 11 | HV | Việt Nam | Nguyễn Đặng Chí Năng     |
| 12 | TV | Việt Nam | Nguyễn Xuân Trường Thịnh |
| 13 | TĐ | Việt Nam | Lê Nhật Hào              |
| 15 | HV | Việt Nam | Giang Minh Nhã           |
| 16 | TĐ | Việt Nam | Trương Phú Qui           |
| 17 | TV | Việt Nam | Lê Huỳnh Trung Hiếu      |

| Số | VT | Quốc gia | Cầu thủ              |
| -- | -- | -------- | -------------------- |
| 18 | TV | Việt Nam | Trần Đàm Phúc Thịnh  |
| 19 | TĐ | Việt Nam | Danh Oai             |
| 20 | TV | Việt Nam | Lê Tài Nguyên        |
| 21 | TV | Việt Nam | Lê Hoàng Tỷ          |
| 22 | HV | Việt Nam | Lê Nguyễn Hoàng Quân |
| 25 | HV | Việt Nam | Phó Trường Phát      |
| 26 | HV | Việt Nam | Lê Minh Nghĩa        |
| 28 | HV | Việt Nam | Nguyễn Hoàng Sang    |
| 29 | TV | Việt Nam | Nguyễn Minh Trí      |
| 30 | TM | Việt Nam | Nguyễn Hồ Hồng Phú   |
| 35 | TM | Việt Nam | Trần Thanh Hiệp      |
| 79 | TV | Việt Nam | Bùi Đăng Quang       |

### Cầu thủ tiêu biểu
- Lương Văn Phước (1976–19??)
- Trình Hận Quốc Bảo (1987–1997)
- Trương Dương Minh Mẫn (1999–2001)
- Trương Hữu Nhã (1989–1997)
- Mohamed Koné (2005)
- Phan Kim Long (2003–2008)
- Diego Molares (2007)
- Paulo Henrique Baborsa (2007–2008)
- William Dos Santos (2009)
- Da Silva (2008–2009)
- Diabate Souleymane (Vua phá lưới HNQG 2012 – 21 bàn)
- Nguyễn Huy Hoàng (2013, 2014)
- Lê Văn Trương (2014)
- Nguyễn Thế Anh (2013, 2014, 2015)
- Lê Văn Thắng (2015)
- Ganiyu Bolayi Oseni (2015, 2016)
- Đinh Tiến Thành (2015, 2016)
- Patiyo Tambwe
- Lê Thế Cường
- Đinh Hoàng Max (2016)
- Dương Văn An (2022)

## Các huấn luyện viên trong lịch sử (CLB Cần Thơ)
| Các huấn luyện viên trong lịch sử câu lạc bộ Cần Thơ \| - Nguyễn Văn Tốt (1993–1996) - Nguyễn Vân (1999) - Vương Tiến Dũng (2001–2002) - Lưu Mộng Hùng (2002) - Terry Wetton (2003–2004) - Trương Hữu Nhã (2004) - Nguyễn Thành Kiểm (2004–2007) - Trương Hữu Nhã (2007–2008) - Nguyễn Văn Nhã (2008–2009) - Võ Văn Hùng (2009) - Lư Đình Tuấn (2009–2010) - Trương Hữu Nhã (2010) - Vũ Quang Bảo (2010–2011) - Huỳnh Ngọc San (03/2011–04/2013) - Vương Tiến Dũng (04/2013–06/2014) - Nguyễn Thanh Danh (06/2014–08/2014) - Nguyễn Văn Sỹ (09/2014–03/03/2015) - Nguyễn Thanh Danh (04/03/2015–10/12/2015) - Vũ Quang Bảo (10/12/2015–08/12/2017) - Đinh Hồng Vinh (08/12/2017–2018) - Nguyễn Thanh Danh (2019–05/2019) - Vũ Quang Bảo (05/2019–09/2019) - Nguyễn Hữu Đang (10/2019-7/2020) - Nguyễn Liêm Thanh (7/2020-9/2020) - Nguyễn Hữu Đang (2020-2021) - Nguyễn Việt Thắng (03/2022–9/2022) - Nguyễn Thanh Tú (9/2022–10/2022) - Hoàng Hải Dương (10/2022– \| |
| - Nguyễn Văn Tốt (1993–1996) - Nguyễn Vân (1999) - Vương Tiến Dũng (2001–2002) - Lưu Mộng Hùng (2002) - Terry Wetton (2003–2004) - Trương Hữu Nhã (2004) - Nguyễn Thành Kiểm (2004–2007) - Trương Hữu Nhã (2007–2008) - Nguyễn Văn Nhã (2008–2009) - Võ Văn Hùng (2009) - Lư Đình Tuấn (2009–2010) - Trương Hữu Nhã (2010) - Vũ Quang Bảo (2010–2011) - Huỳnh Ngọc San (03/2011–04/2013) - Vương Tiến Dũng (04/2013–06/2014) - Nguyễn Thanh Danh (06/2014–08/2014) - Nguyễn Văn Sỹ (09/2014–03/03/2015) - Nguyễn Thanh Danh (04/03/2015–10/12/2015) - Vũ Quang Bảo (10/12/2015–08/12/2017) - Đinh Hồng Vinh (08/12/2017–2018) - Nguyễn Thanh Danh (2019–05/2019) - Vũ Quang Bảo (05/2019–09/2019) - Nguyễn Hữu Đang (10/2019-7/2020) - Nguyễn Liêm Thanh (7/2020-9/2020) - Nguyễn Hữu Đang (2020-2021) - Nguyễn Việt Thắng (03/2022–9/2022) - Nguyễn Thanh Tú (9/2022–10/2022) - Hoàng Hải Dương (10/2022–                                                            |

## Thành phần ban huấn luyện
| Chức vụ                 | Tên             |
| ----------------------- | --------------- |
| Chủ tịch                |                 |
| Giám đốc điều hành      |                 |
| Huấn luyện viên         |                 |
| Trợ lý huấn luyện viên  |                 |
| Chuyên viên phân tích   |                 |
| Huấn luyện viên thủ môn | Nguyễn Thanh Tú |
| Bác sĩ                  | Dương Kim Hùng  |
| Bác sĩ                  | Hồ Văn Hòa      |

## Danh hiệu

### Câu lạc bộ Cần Thơ
- Giải bóng đá hạng Nhì Quốc gia
  -  Hạng ba (1): 2006
- Giải bóng đá hạng Nhất Quốc gia
  -  Hạng ba (1): 2014

## Thành tích tại các giải quốc gia

### Câu lạc bộ Cần Thơ

#### Giải Hạng Nhất (V.League 2)
| Năm  | Vị trí | Số trận | Thắng | Hòa | Thua | Bàn thắng | Bàn thua | Điểm |
| ---- | ------ | ------- | ----- | --- | ---- | --------- | -------- | ---- |
| 2004 | Thứ 10 | 22      | 5     | 7   | 10   |           |          | 22   |
| 2005 | Thứ 4  | 22      | 11    | 5   | 6    | 23        | 21       | 38   |
| 2007 | Thứ 6  | 26      | 10    | 7   | 9    | 27        | 24       | 37   |
| 2008 | Thứ 4  | 26      | 13    | 7   | 6    | 40        | 23       | 46   |
| 2009 | Thứ 3  | 24      | 9     | 10  | 5    | 32        | 26       | 37   |
| 2010 | Thứ 6  | 24      | 8     | 9   | 7    | 27        | 28       | 33   |
| 2011 | Thứ 6  | 26      | 11    | 3   | 12   | 33        | 42       | 36   |
| 2012 | Thứ 5  | 26      | 10    | 9   | 7    | 37        | 30       | 39   |
| 2013 | Thứ 5  | 14      | 6     | 3   | 5    | 31        | 22       | 21   |
| 2014 | Thứ 3  | 14      | 6     | 3   | 5    | 21        | 23       | 21   |
| 2019 | Thứ 10 | 22      | 4     | 10  | 8    | 17        | 33       | 22   |
| 2020 | Thứ 10 | 11      | 2     | 3   | 6    | 16        | 22       | 9    |
| 2021 | Thứ 8  | 6       | 2     | 1   | 3    | 5         | 10       | 7    |

#### Giải vô địch quốc gia (V.League 1)
| Năm  | Vị trí | Số trận | Thắng | Hòa | Thua | Bàn thắng | Bàn thua | Điểm |
| ---- | ------ | ------- | ----- | --- | ---- | --------- | -------- | ---- |
| 2015 | Thứ 11 | 26      | 6     | 7   | 13   | 32        | 52       | 25   |
| 2016 | Thứ 11 | 26      | 10    | 4   | 12   | 37        | 36       | 34   |
| 2017 | Thứ 13 | 26      | 5     | 14  | 7    | 32        | 50       | 22   |
| 2018 | Thứ 14 | 26      | 4     | 9   | 13   | 26        | 43       | 21   |

## Biểu trưng của câu lạc bộ

2015–2022
2022–